# 爱德思
爱德思，Edexcel (自 2013 年起更名为培生爱德思， Pearson Edexcel) 是一家英国的跨国教育与考试机构，成立于1996年，自2005年起由培生集团全资拥有。 它是英国唯一的私立考试委员会。 它的名字是英语教育（Education）和卓越（Excellence）这两个词的合成词。
爱德思负责根据英国课程规范学校考试，并为国际和地区规模的学校提供资格证书。 它是英国最大的评测机构，在英国和其它国家和地区的学校和工作场所提供学术和职业资格认证，广受国际认可。  在 2019 年 A-Level 考题泄漏事件发生后后，爱德思成为重大争议的焦点。 

## 历史
爱德思于一九九六年由商业及科技教育委员会(BTEC)及伦敦大学考试及评核委员会(ULEAC)合并而成。 2003年，爱德思基金会(管理董事会的慈善机构)与培生集团成立了一家新公司，名为伦敦资格认证有限公司，该公司 75% 的股份由培生集团持有，25% 的股份由 Edexcel 基金会持有。 伦敦资格认证有限公司于2004年11月更名为爱德思公司，简称为爱德思，正式名称为培生爱德思-伦敦考试局。
在2005年，爱德思成为唯一的大型考试委员会掌握在私人手中，由培生公司采取完全控制。 Edexcel 随后接受了其它公司的投资。
Edexcel 还提供面向英国之外的学校的 IAL 考试，即国际普通教育高级程度证书考试。 它被英国国家认证信息中心认为是一个可以与英国普通教育高级程度证书认证标准相媲美的标准。 此外，爱德思提供 Edexcel 国际文凭(ID) ，涉及学习4门高级程度课程(3个完整的高级程度证书和1个常识或全球发展的 AS 科目)。 由爱德思国际考试局提供的英国课程是国际学校教授最多的之一，与剑桥大学国际考试委员会和国际文凭组织提供的课程一样。
2013年4月3日，培生集团重新命名了爱德思，所有的考试都成为培生爱德思，这与其旗下所有品牌的名称都加上了培生这个前缀一致。

### 法团考试委员会
- 商业教育局
- 商业及科技教育委员会
- 东安格利亚考试委员会-部分
- 商业研究及公共行政联合委员会
- 伦敦东英吉利集团(LEAG)
- 伦敦地区考试委员会(LREB)-成立于1979年
  - 大都会和米德尔塞克斯地区考试委员会(M&MREB)——创建于1979年
    - 都会区域考试委员会(MREB)
    - 米德尔塞克斯地区考试委员会(MREB)
- 技术员教育委员会
- 大学入学及学校考试委员会
- 伦敦大学考试及评核委员会
- 伦敦大学学校考试委员会

## 争议
由于爱德思是英国唯一一家由私人持有的考试局，人们质疑: 由于拥有该委员会的培生集团(Pearson)是一家拥有数十亿美元资产的跨国公司，该集团出版的教科书种类繁多，因此考试局的行为究竟在维护学生的最佳利益，还是一种盈利行为。

### 2007年
2007年，据报道，使用爱德思音乐考试的教师，滥用考试委员会的信任，只检查技术问题，允许学生在考试前几天听保密的听力试卷光盘。 其他考试委员会不允许考生查看光盘，比如 AQA 明确禁止教师考试前打开装有光盘的包裹。

### 2014年
2014年，阿姆斯特丹的一所国际学校丢失了一份A-Level核心数学 C3 数学考试的试卷，导致一份备用试卷在夏季考试季中被启用; 然而，60名英国学生因为错误地在两个英国和两个海外中心分发而拿走了原始试卷，而替代试卷被34,000名学生拿走。 备用试卷被批评为包含了没有出现在教学大纲中的问题，而且学生拿到原始试卷会被不公平地标记。

### 2015年

#### 难度
2015年6月，英国各地的学生参加了Edexcel GCSE Maths论文，他们对“没道理”和“荒谬”的问题表示愤怒和困惑，并在Twitter上嘲笑了该考试。    在天空新闻台的一档节目中，主持人亚当·布尔顿与一位前数学老师回答了试卷中“最难”的问题之一。   结果，英国各地的 GCSE 学生签署了一份请愿书 ，要求考试局降低考试范围，因为考试太难了。 

#### 性别代表
另一名请愿书由一名17岁的学生发起，要求“确保妇女在A级音乐教学大纲中的代表性”。 请愿书要求将女性作曲家创作的音乐添加到爱德思 A-Level 音乐教学大纲中，该教学大纲中“共有63种来自各种音乐流派和时代的不同作品集”。 六天后，请愿书获得了 1800 多个签名，并在《卫报》上刊登。 

### 2019年

#### 问题重复
6月，数学GCSE（更高级别，1MA1 / 03）的论文3似乎包含一个考试问题，该问题已在AQA （另一个英国考试委员会）的进阶数学 教科书中出现 。 试题与教科书中的试题具有相同的图表 ，数值和答案。 Pearson Edexcel说，他们正在调查该事故发生的可能原因。  

#### 学生对考试难度的担忧
学生参加了新规格的 A-Level 数学（9MA0）的试卷2后，许多学生在网上抱怨说考试的难度太高，与往年真题中所看到的完全不同。 数以千计的用户签署了一份针对降低评分标准的在线请愿书。 在成绩发布日之前，培生爱德思发布了一段视频，向学生解释有关考试难度的问题，并提到独立专家确认考试“公平有效”。 他们承认考试的前两个问题比预期的要难，并且还声称他们将做出“小调整”以“提高”未来学生的考试体验。 

#### 泄漏
新考纲的数学A-Level的试卷 3（9MA0 / 3H – 当年6月14日进行）的发布，似乎引起了进一步的争议，该人在考试前的深夜在Twitter上发布了真题照片，以一份70 英镑的价格兜售。 培生爱德思在考试之前发现时，一些模糊的试卷图像已在网上散播开来，考试局因此发起了一项调查，并发现了一个考试中心（38个可疑的考试中心之一），有证据表明他们的提前泄题严重违反了 A-Level 考试准则，并且可能是出于犯罪动机。 
学生对此事件表示沮丧； 英国广播公司新闻报道，学生认为该事件可能会影响他们的考试结果。  培生爱德思表示，他们“已经建立了完善的流程，可以确保考试结果公平公正”，并且“等级划分不会受到影响”。  爱德思考试局在6月17日表示，将从总体成绩中删除存疑的问题，并通过额外的统计分析，识别特定考试中心或考生的不正常的考试结果。 
该事件影响了约60,000名学生。  6月24日，两名分别为 29 岁和 32 岁的男性盗窃嫌疑人被拘捕。 在调查期间，这些人被取保接受调查。  开学前一天，有78名学生被怀疑从渎职中受益，他们的成绩将被保留。 这是涉及考生人数最多的渎职事件。 

#### 极低的 A-Level 数学等级划分
在成绩公布日之前泄露 A-Level 成绩划分后人们发现，要通过新考纲下的数学 A-Level 考试（9MA0），考生需要通过14％（300分中的43分）的分数。  OCR （另一个英国考试委员会）也有类似的低成绩界限。 在这些极低的成绩划分为许多新闻增加了内容， Ofqual说，他们相信今年的成绩划分是“合理的”，因此将重点转移到了上一年的2,000名学生的新考纲下的数学 A-Level 考试学习了一年之后坐下来的人。 Ofqual说：“我们想了解为什么两年之间的成绩划分如此不同。”，并称成绩划分的重大转变“不寻常”。   
在监管机构要求他们再次审查之后，没有一家考试局决定重新进行2018年的考试成绩评定。 这可能会导致在2018年参加新考纲下的 A-Level 数学（9MA0）的考生成绩发生变化。   